# HOPE ~기대 제로의 신입사원~
《HOPE ~기대 제로의 신입사원~》(일본어: HOPE〜期待ゼロの新入社員〜 ホープ〜きたいゼロのしんにゅうしゃいん〜[*])은 2016년 7월 17일부터 9월 18일까지 매주 일요일 21:00 ~ 21:54에 후지 TV 계열에서 방송된 텔레비전 드라마이다. 주연은 나카지마 유토.

## 개요
바둑 프로 기사의 꿈에 좌절한 주인공이, 종합 상사에서 일하게 되어, 제대로 된 사회 경험도 학력도 없는 상태에서, 조직의 일원으로 인정받도록, 전력으로 일을 마주하는 모습을 그린 감동 휴먼 드라마.

## 캐스트
- 이치노세 아유무 - 나카지마 유토 (Hey! Say! JUMP)
- 오다 이사히토 - 엔도 켄이치
- 키리아케 신지 - 세토 코지
- 카즈키 아카네 - 야마모토 미즈키
- 히토미 쇼고 - 키리야마 아키토 (쟈니즈WEST)
- 아키 코스케 - 야마우치 타카야

## 스태프
- 원작 - 제작 CJ E&M·각본 정윤정·연출 김원석 《미생》 (드라마) 및 윤태호 〈미생〉 (웹툰)
- 각본 - 토쿠나가 유이치
- 음악 - 마나베 아키히로, MAYUKO
- 주제가 - 스피츠 〈코멧〉 (유니버설 J)
- 편성 기획 - 와타나베 츠네야
- 프로듀스 - 타카마루 마사타카
- 연출 - 코노 케이타, 죠호 히데노리, 후치가미 마사토
- 제작 - 후지 TV, 쿄도 TV

## 방송 일자
| 각 화                                     | 방송일          | 부제                                                                              | 연출            | 시청률 |
| ----------------------------------------- | --------------- | --------------------------------------------------------------------------------- | --------------- | ------ |
| 제1화                                     | 2016년 7월 17일 | 회사의 현실에 맞서라! 낙하산 최약 히어로                                          | 코노 케이타     | 6.5%   |
| 제2화                                     | 7월 24일        | 대역전!? 운명의 프레젠 시험                                                       | 죠호 히데노리   | 7.1%   |
| 제3화                                     | 7월 31일        | 사건 발발 상사의 위기를 구하라!!                                                  | 코노 케이타     | 6.0%   |
| 제4화                                     | 8월 7일         | 내가 회사를 그만두지 않은 이유                                                    | 죠호 히데노리   | 6.4%   |
| 제5화                                     | 8월 14일        | 지고 싶지 않아, 너에게만은                                                        | 코노 케이타     | 6.0%   |
| 제6화                                     | 8월 28일        | 버티라는 바람은 반드시 닿게 해준다 신인의 발상으로 대기업이 움직이다 30분 확대 SP | 죠호 히데노리   | 6.5%   |
| 제7화                                     | 9월 4일         | 동기의 정 우리가 곁에 있어                                                        | 후치가미 마사토 | 4.8%   |
| 제8화                                     | 9월 11일        | 최종 결전 너를 지켜 보인다                                                        | 죠호 히데노리   | 4.9%   |
| 최종화                                    | 9월 18일        | 미래에 오르는 너에게 보내는 말                                                    | 코노 케이타     | 6.6%   |
| (시청률은 칸토 지구·비디오 리서치사 조사) |                 |                                                                                   |                 |        |

- 첫회는 30분 확대 (21:00 ~ 22:24).
- 제2화는 30분 지연 (21:30 ~ 22:24).
- 8월 21일은 리우데자네이루 올림픽 경기 중계로 휴지.

## 같이 보기
- 미생 (드라마)
- 미생 (만화)